# Martin Hvastija

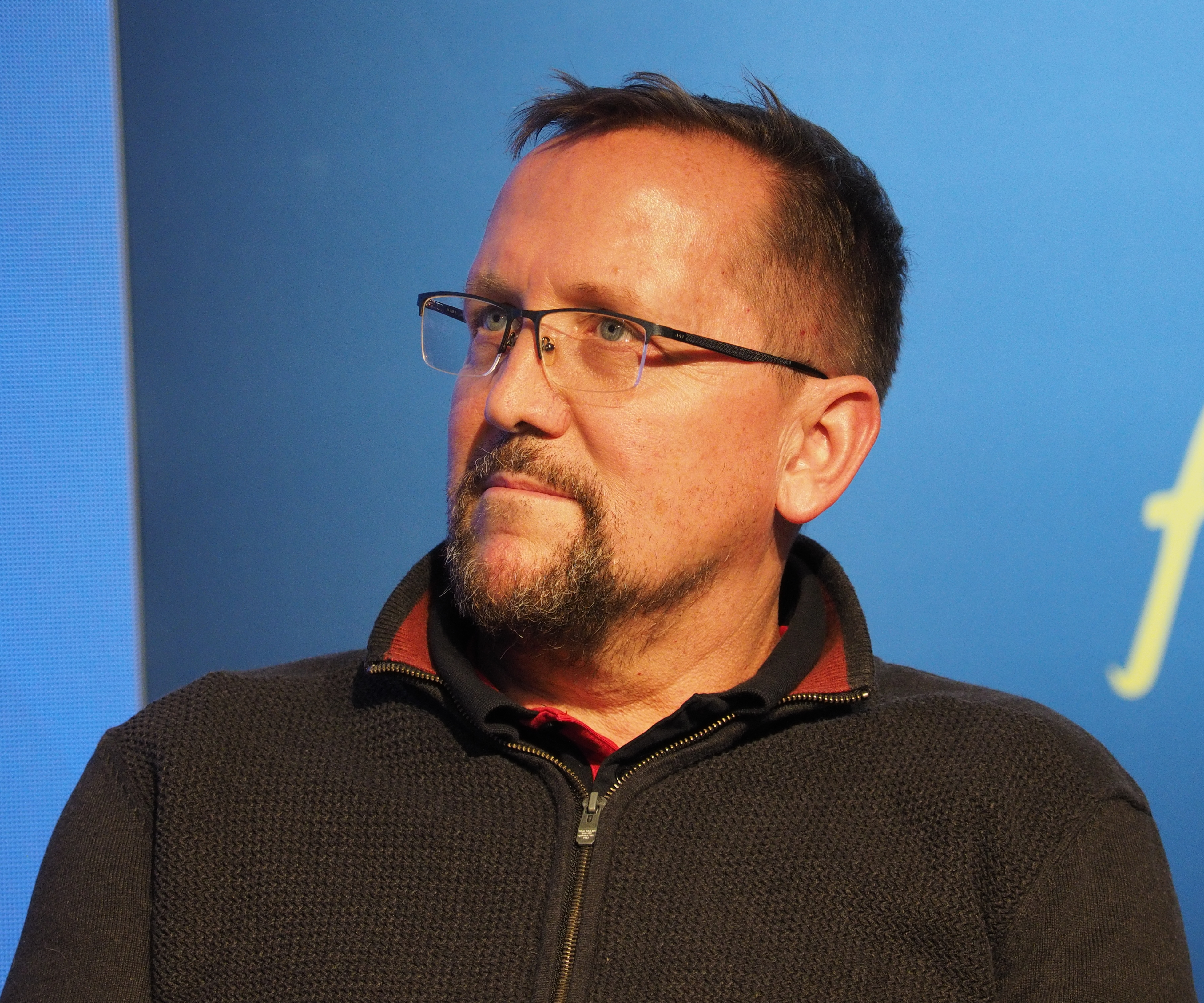
Martin Hvastija

Martin Hvastija (Ljubljana, 30 november 1969) is een voormalig Sloveens wielrenner. Na zijn actieve loopbaan werd Hvastija ploegleider.

## Dopinggebruik
Op 12 juli 2004 werd bekendgemaakt dat hij niet mocht starten in de negende etappe van de Ronde van Frankrijk. Dit omdat de tourbaas Jean-Marie Leblanc een bericht kreeg uit Italië waaruit bleek dat er een gerechtelijke procedure omtrent doping tegen hem gestart was. Dit was conform de regels van de Tour de France, waarin stond dat renners die betrokken zijn in een gerechtelijk onderzoek niet mogen starten, ongeacht of deze schuldig zijn of niet.

## Belangrijkste overwinningen
1997
- GP van Kranj

2001
- 4e etappe Ruta del Sol
- Omloop van de Vlaamse Scheldeboorden

2004
- 5e etappe Vredeskoers

2005
- GP van Kranj

## Resultaten in voornaamste wedstrijden
| Jaar | Ronde van Italië | Ronde van Frankrijk | Ronde van Spanje |
| ---- | ---------------- | ------------------- | ---------------- |
| 1996 |                  |                     | 99e              |
| 1997 |                  |                     | 110e             |
| 1998 |                  |                     |                  |
| 1999 | 75e              |                     |                  |
| 2000 |                  |                     | 114e             |
| 2001 | 75e              |                     |                  |
| 2002 |                  | 128e                |                  |
| 2003 | opgave           |                     |                  |
| 2004 |                  | opgave              |                  |

| Jaar | Gent-Wevelgem | Ronde van Vlaanderen | Parijs-Roubaix | Amstel Gold Race | Dwars door Vlaanderen | E3 Harelbeke |
| ---- | ------------- | -------------------- | -------------- | ---------------- | --------------------- | ------------ |
| 1996 |               |                      |                |                  |                       |              |
| 1997 |               |                      |                |                  | 5e                    |              |
| 1998 |               | 60e                  | 30e            | 47e              | 26e                   | 28e          |
| 1999 |               |                      |                |                  |                       |              |
| 2000 |               |                      |                |                  | 6e                    |              |
| 2001 |               |                      |                |                  | 9e                    | ↑            |
| 2002 | 5e            |                      |                | 43e              | 68e                   | 7e           |
| 2003 |               |                      |                |                  |                       |              |
| 2004 | 40e           | 114e                 |                |                  |                       |              |

## Ploegen
- 1996 - Cantina Tollo-CoBo
- 1997 - Cantina Tollo-Carrier
- 1998 - Cantina Tollo-Alexia Alluminio
- 1999 - Ballan-Alessio
- 2000 - Alessio
- 2001 - Alessio
- 2002 - Alessio
- 2003 - Tenax
- 2004 - Alessio-Bianchi
- 2005 - Perutnina Ptuj